# Lawrence Mhlanga
Lawrence Mhlanga (Harare, 20 de dezembro de 1993) é um futebolista profissional zimbabuano que atua como defensor.

## Carreira
Lawrence Mhlanga representou o elenco da Seleção Zimbabuense de Futebol no Campeonato Africano das Nações de 2017.